# نیکلاس لو پریوو
نیکلاس لو پریوو (انگلیسی: Nicholas Le Prevost؛ زادهٔ ۱۸ مارس ۱۹۴۷) بازیگر اهل بریتانیا است.
از فیلم‌ها یا برنامه‌های تلویزیونی که وی در آن نقش داشته‌است، می‌توان به بدبیاری، خیابان کورونیشن، باری دیگر برایدزهد، پوآرو، آقای وقت‌شناس، شکسپیر عاشق، سرزمین دختران، مارگارت و عهد جوانی اشاره کرد.